# Герман I (маркграф Вероны)
Герман I Баденский (Герман I Святой; нем. Herman I von Baden; около 1040, Фрайбург-им-Брайсгау — 25 апреля 1074, Клюни) — маркграф Вероны с 1061 года, граф Брейсгау, основатель династии, правившей с 1112 года в маркграфстве Баден.

## Биография

### Происхождение
Герман I был старшим сыном Бертольда I Церингена и Рихвары, возможно, дочери Германа IV Швабского из рода Бабенбергов. Его братьями были герцог Бертольд II Церинген и епископ Констанца Гебхард III.

### Правление
После того как его отец стал герцогом Каринтии, Герман I получил номинальный титул маркграфа Вероны и право на управление фамильными землями Церингенов в Брейсгау.
Супруга — Юдит (умерла в Салерно в 1091), происхождение не выяснено. 
В 1073 году Герман I передал все свои владения жене и сыну и удалился в монастырь Клюни, где вскоре умер. Беатифицирован Католической церковью.
Сын Германа I, Герман II, в 1112 году принял титул маркграфа Баденского.